# Elaphidion fullonium
Elaphidion fullonium là một loài bọ cánh cứng trong họ Cerambycidae.